# Rocca medievale della Matterella

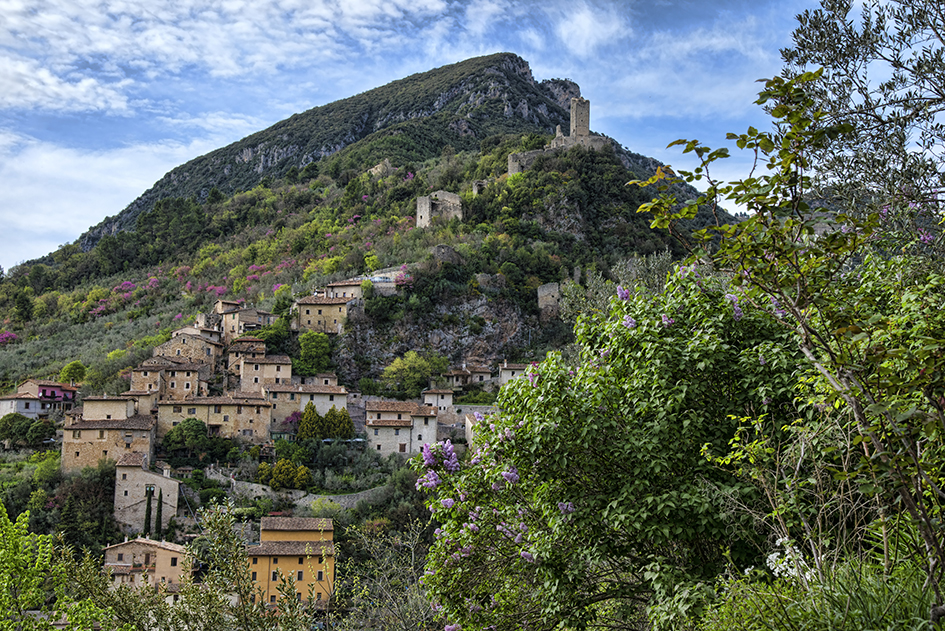
Ferentillo Matterella

La rocca medievale di Matterella è un antico castello, un superbo cassero centrale quadrato cinto agli angoli da due bastioni cilindrici quattrocenteschi e da un muro di cinta collocato alle falde del monte Gabbio e dominante il borgo di Matterella che insieme all’altro borgo di Precetto costituiscono il comune capoluogo di Ferentillo.

## Storia
Non ci sono fonti certe da cui trarre la datazione precisa della costruzione del castello: probabilmente il nucleo originale della fortificazione costituito dalla torre quadrata che svetta sull’abitato del borgo fu realizzata tra XI e il XII sec. 
La fortificazione, insieme alla rocca di Precetto e a quella di Monterivoso e di Ancaiano realizzate all’incirca nella stessa epoca, doveva far parte del sistema di difesa dell’Abbazia di San Pietro in Valle e di controllo delle principali vie di comunicazione. In particolare la rocca di Matterella, la più imponente tra tutte le altre, controllava da un lato la via che conduceva al Ducato di Spoleto e dall’altro insieme al castello di Precetto la via, che snodandosi lungo il fiume Nera, fungeva da collegamento con l’Alta Valnerina.
Si ritiene che la costruzione della torre in funzione difensiva dell’Abbazia fosse legata alla costruzione di quest’ultima voluta dall’imperatore Ottone III nel 996 d.C., in seguito alla distruzione da parte delle scorrerie dei saraceni di questo luogo di culto. 
Successivamente, si presume intorno al quattrocento, date le caratteristiche architettoniche, la torre fu rafforzata con la costruzione di due possenti bastioni circolari e secondo quanto stabilito dagli statuti rilasciati dal principe Alberico I Cybo Malaspina, duca di Ferentillo e conservati nell’archivio storico del comune, divenne sede della milizia a difesa dello Stato di Ferentillo. 
Inoltre, in uno scritto di Natale Bonaiuti, conservato presso l’archivio storico di Spoleto, si riporta che nella seconda metà del cinquecento presso la rocca risiedeva un cappellano, come si può dedurre da un atto del notaio Moriconi, dove si dichiara che il passaggio da un cappellano al suo successore prevedeva anche la "Manaja da decapitare e gl’istromenti d la Forca".
Nel corso dei secoli la rocca di Matterella e il castello di Precetto cambiarono più volte proprietà: le prime fonti certe le videro di proprietà della famiglia Trinci di Foligno fino al 1484 quando il papa Innocenzo VIII donò al figlio Franceschetto Cico il dominio sulla contea di Ferentillo con annesse rocche. Rimasero di proprietà dei Cibo, e poi dei Cybo-Malaspina, fino al 1730 quando il duca Alderano,  per la somma di 16.500 scudi d’oro, vendette il ducato di Ferentillo al nobile spoletino Niccolò Benedetti, conte di San Michele (in Teverina), dal quale passò quindi per via ereditaria alla famiglia Benedetti Montevecchio di Fano.  A seguito della vendita di alcune parti del ducato (i castelli di Precetto e Umbriano, ma non la rocca della Matterella), con breve in data 1º ottobre 1847, il papa Pio IX insignì il gentiluomo francese Louis Desirée di Montholon-Semonville (1785-1863) del titolo di principe di Umbriano del Precetto e di conte di San Michele.
Nel 27 aprile 1940, con l’atto del notaio Federici, il duca Benedetto Montevecchio Gualfredo vendette poi alle famiglie Pennacchi, Argenti e Fiorelli la proprietà della rocca. 
Poi, a seguito dell’azione intrapresa dall’amministrazione comunale per entrare in possesso delle due rocche e poter avviare un progetto di recupero delle medesime le famiglie Argenti e Fiorelli donarono gratuitamente al comune la loro quota parte il 25 luglio del 2008, mentre la quota di proprietà della famiglia Pennacchi venne trasferita al comune per effetto di sentenza del 16.2.2010 dietro pagamento di una piccola cifra. La rocca di Matterella risulta quindi passata di proprietà del comune.